# صامتیه
صامتیه یا بوستان صامتیه یک باغ، گورستان و محوطه تاریخی - فرهنگی در بروجرداست. این محوطه در دوره پهلوی تبدیل به یک پارک عمومی شد و با نامهای باغ ملی و پارک صفا نیز شناخته می شود. صامتیه مدفن برخی روحانیون و شاعران برجسته بروجردی است.

## نامگذاری
نامگذاری این محوطه به صامتیه به دلیل وجود آرامگاه صامت بروجردی شاعر مدیحه سرای بروجردی در این مکان است. 

## مشخصات و بخش ها
باغ صامتیه در خیابان صفا در مرکز شهر بروجرد قرار گرفته است. این بخش از شهر بروجرد در گذشته کوی صوفیان نامیده می شده که یکی از چهار محله تاریخی شهر بروجرد بوده است. صامتیه به احتمال زیاد در گذشته مشتمل بر باغ و گورستانی در حاشیه شهر می شده است. به دلیل وجود آرامگاههای روحانیونی از خاندان سادات طباطبایی، صامتیه بخشی از مجموعه تاریخی طباطبائی ها نیز محسوب می شود. مجموعه تاریخی طباطبائی‌ها محدوده‌ای تاریخی در کوی صوفیان در شهر بروجرد است که عمدتاً مشتمل بر خانه‌های تاریخی، آرامگاه خصوصی، بازارچه، حمام، مسجد و گذر عمومی است.
صامتیه امروز ساختار یک پارک شهری دارد و بخش های عمده آن عبارتند از:
- آرامگاه صامت بروجردی، شاعر.
- آرامگاه خانوادگی سادات طباطبایی
- کانون پرورش فکری کودکان و نوجوانان